# Zhen'an
Zhen’an (en chino, 振安; pinyin, Zhèn'ān) es un distrito urbano bajo la administración directa de la Prefectura Dandong  en la Provincia de Liaoning, República Popular China.  Su área es de 651 km² y su población total para 2010 superó los 180 mil habitantes. 

## Administración
Desde julio de 2023, el  Distrito Zhen’an  se divide en 9 pueblos que se administran en 4 subdistritos y 5   poblados.